# BSNアイネット
株式会社BSNアイネット（ビーエスエヌ・アイネット）は、新潟県新潟市中央区に本社を置く情報処理サービス、システムソフトウェア開発などを行う会社。BSNメディアホールディングスの関連会社である。なお、BSNアイネットの「BSN」のロゴはかつて新潟放送が使用していたロゴである。

## 沿革
- 1966年　「株式会社BSN電子計算センター」として創立。新潟市一番堀通町（現中央区）に社屋を設けた。
- 1984年　新潟市米山（現中央区）に新社屋が完成（現社屋）。竣工当初、ビル屋上の塔屋部分に「BSN RADIO&TV」と表記された新潟放送の看板を広告として掲げたところ、BSNの社屋と間違えて来訪する人が少なくなかったといわれている。
- 1985年　現社名「株式会社BSNアイネット」に商号を改称。その後ビル塔屋のロゴは「BSN アイネット」に改められた。

## 会社概要
本社
- 〒950-0916　新潟市中央区米山2丁目5-1（新潟駅南口・西側通路から徒歩約5分）

資本金
- 2億円

支社・営業所
- 長岡支社・新潟県長岡市台町2丁目1-15　原ビル2Ｆ
- 上越支社・新潟県上越市木田2-1-1（山和ビル）
- 東京支社・東京都中央区銀座6丁目2-3 Daiwa銀座アネックス7F
- 東北営業所・仙台市青葉区本町1-11-1（仙台グリーンプレイス）
- 須坂営業所・長野県須坂市立町1528-6　センタービル　'92　201

役員
- 代表取締役会長　梅津　雅之
- 代表取締役社長　南雲　俊介
- 専務取締役　田邉　浩邦
- 常務取締役　伴内　富士男
- 常務取締役　佐藤　英太
- 取締役　増井　悟
- 取締役　敦井　一友
- 取締役　島田　好久
- 監査役　伊藤　茂雄
- 監査役　大澤　厚志

## 事業
- ソリューション、アウトソーシング、マネジメントサービス、ソフトウェアプロダクト開発・販売